# Acrophyllum
Acrophyllum, monotipski biljni rod iz porodice kunonijevki. Jedini predstavnik je A. australe, australski endem iz Novog Južnog Walesa

## Opis
A. australe je mali grm visine 1-2 m, gol.
Listovi u pršljenovima od 3 ili ponekad 4 ili nasuprotni, jajoliki do lancetasti, uglavnom 3-10 cm dugi, 10-45 mm široki, rubovi pravilno nazubljeni, gornja površina zelena i gola, donja površina ± bijela, često s crvenkastom nijansom i rijetko dlakav, s jakim žilama; ± sjedeći; stipule c. 5 mm dužine. Cvjetne glavice ± sjedeće. Čašice duge 2 mm, postojane. Latice duge 3-4 mm, bijele s ružičastom nijansom. Prašnici dugi 3–4 mm. Kapsula c. 3 mm dug, na vrhu vrhovi dugi 3–4 mm.

## Cvatnja
Studeni–prosinac.

## Rasprostranjenost i stanište
Raste u vlažnim pukotinama u pješčenjaku, obično u blizini vodopada. Ograničeno na Blue Mts, u blizini Springwooda, Lindena, Woodforda i Lawsona.

## Sinonimi
- Acrophyllum venosum (Knowles & Westc.) Benth.
- Acrophyllum verticillatum (D. Don) Hook.
- Calycomis australis (A. Cunn.) Hoogl.
- Calycomis verticillatum D. Don
- Weinmannia australis A. Cunn.
- Weinmannia venosa Knowles & Westc.

## Vanjske poveznice
|  | Wikivrste imaju podatke o taksonu Acrophyllum (Cunoniaceae) |